# Franz Josef Glacier
Franz Josef Glacier er en 12 km lang gletsjer i Westland National Park på vestkysten af New Zealands Sydø. Den tyske geolog Julius von Haast opkaldte den i 1865 efter den østrigske kejser Franz Joseph 1.
Ligesom den nærliggende Fox Glacier er den en af verdens lettest tilgængelige gletsjere grundet en beliggenhed, der slutter i regnskov kun 300 meter over havets overflade. Der laves dagligt guidede ture op på gletsjeren.